# Martonyi (település)
Martonyi község Borsod-Abaúj-Zemplén vármegyében, az Edelényi járásban.

## Fekvése
Szendrőtől 10, Miskolctól mintegy 50 kilométerre északra található. Zsáktelepülés, közúton csak a 2613-as útból Szalonna külterületén kiágazó 26 123-as úton érhető el.

## Története

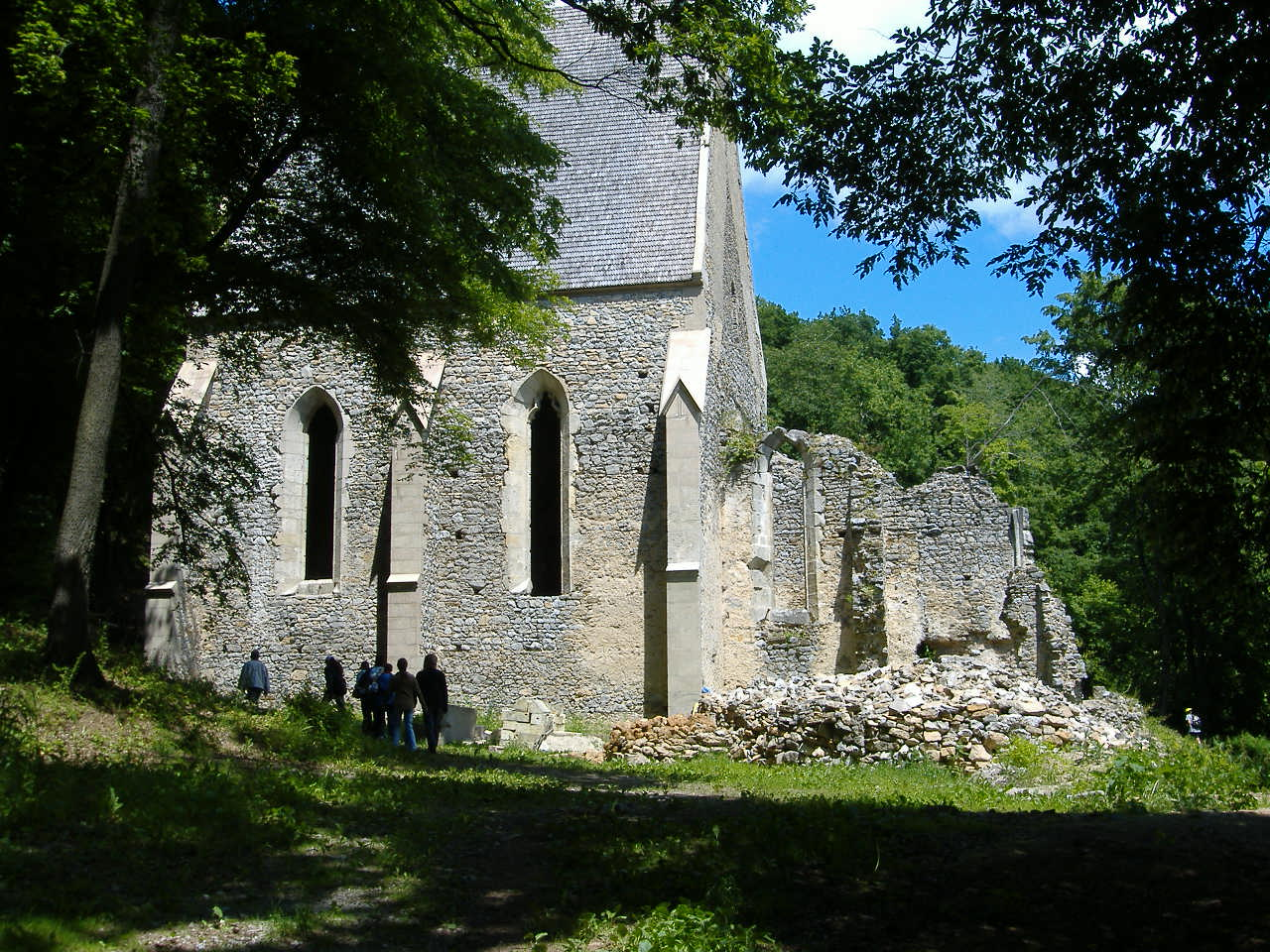
A martonyi kolostorrom

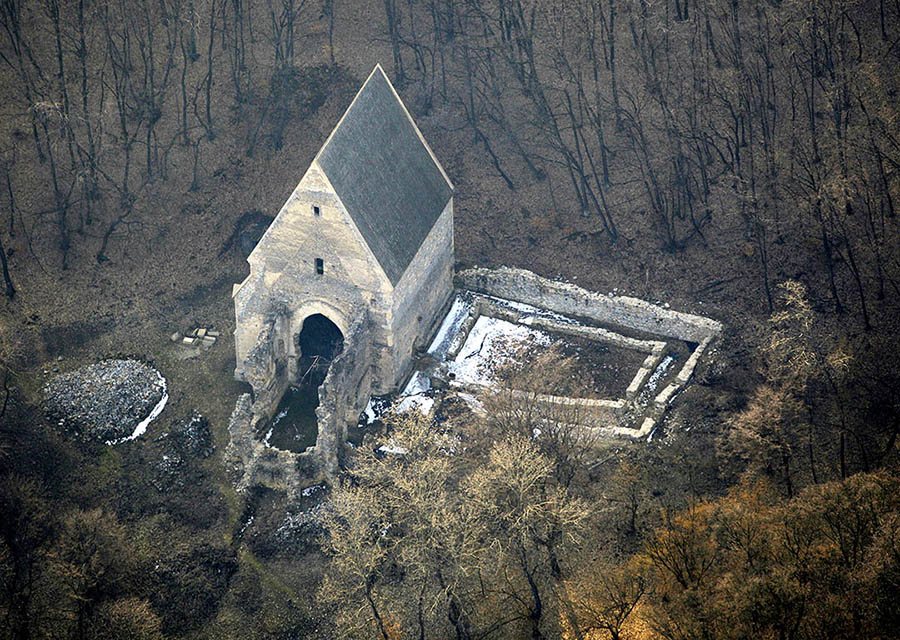
A kolostor

A terület már az őskorban is lakott volt. Az első írásos adat a településről 1249-ből származik. Ekkor Martonyi Szalonnához tartozó föld volt, amit az Örsúr nembéliek eladtak Tekus sárosi ispánnak és testvéreinek, és ekkor leírták határát. Nevét Szent Mártonról, templomának védőszentjéről kapta (mai jelentése: „Mártoné”).
1293-ban Mile határjárásban már mint falu szerepel. A település leghíresebb építménye a Háromhegyi Pálos templom- és kolostorrom. A Magyar Pálos Rendet az esztergomi Boldog Özséb alapította.
1402-től a Bebek család kezén találjuk a falut. A család egyik ága Mátyás királytól bányászati jogot nyert a falu határának ércbányáira. Az 1940-es évek végéig, működött a falu határában egy vasércbánya, melynek érctelepét - az ott talált tokos balta tanúsága szerint - a bronzkorban is fejthették. A Martonyiban üzemeltetett bányában 1951-ig összesen 166 ezer tonna barnavasércet termeltek ki, a Diósgyőri Vasgyár részére. Bár a törökök elfoglalták a települést, 1577-ben hatalmas jégverés pusztított Martonyiban, így a község lakói annyira elszegényedtek, hogy nem fizettek adót a töröknek, így csak 1641 után voltak kénytelenek meghódolni az egri Darat Izpáhia előtt.

### A 19-20. században
A 19. század közepén több birtokos - így a Vatay, Ragályi, Csiszár, Széky, Pásztor, Koós, Madarassy, báró Wesselényi, Kalas, Rókusfalvy, Horváth, és Dobozy családok - kezén találjuk.
A két világháború között egy római katolikus és egy református elemi iskolája volt. Szeszgyára is működött a Tagi tanyán.
Martonyi erdejében található a hármas határ, Borsod-Torna-Abaúj régi vármegyék találkozása. A településnek önálló képviselő-testülete van, Szalonna és Meszes településsel körjegyzőségben működik.

## Közélete

### Polgármesterei
- 1990–1994: Balogh Miklós (független)[4]
- 1994–1998: Balogh Miklós (független)[5]
- 1998–2002: Balogh Miklós (független)[6]
- 2002–2006: Drencsán Balázs Péter (független)[7]
- 2006–2009: Drencsán Balázs Péter (független)[8]
- 2009–2010: Vécsei István (független)[9]
- 2010–2014: Vécsei István (független)[10]
- 2014–2019: Vécsei István (független)[11]
- 2019–2024: Vécsei István (független)[12]
- 2024– : Vécsei István (független)[1]

A településen 2009. május 10-én időközi polgármester-választást tartottak, az előző polgármester lemondása miatt.

## Népesség
A település népességének változása:
| Lakosok száma | 423  | 423  | 412  | 319  | 321  | 321  | 298  |
|               | 2013 | 2014 | 2015 | 2021 | 2022 | 2023 | 2024 |

2001-ben a település lakosságának 98%-a magyar, 2%-a cigány nemzetiségűnek vallotta magát.
A 2011-es népszámlálás során a lakosok 97,7%-a magyarnak, 45,1% cigánynak, 2,7% románnak mondta magát (2,3% nem nyilatkozott; a kettős identitások miatt a végösszeg nagyobb lehet 100%-nál). A vallási megoszlás a következő volt: római katolikus 58,7%, református 26,8%, görögkatolikus 9,5%, evangélikus 0,2%, felekezeten kívüli 0,9% (3,9% nem válaszolt).
2022-ben a lakosság 86,6%-a vallotta magát magyarnak, 31,5% cigánynak, 0,3% németnek, 0,3% szlovénnek, 0,3% románnak, 0,9% egyéb, nem hazai nemzetiségűnek (13,4% nem nyilatkozott; a kettős identitások miatt a végösszeg nagyobb lehet 100%-nál). Vallásuk szerint 38,3% volt római katolikus, 19,9% református, 12,5% görög katolikus, 7,5% felekezeten kívüli (21,8% nem válaszolt).

## Látnivalók
- Rakacai-tó. A településtől kb. 2 kilométerre található.
- A településen több 1900 körül épített falusi ház látható.
- A pálos kolostort martonyi nemesek, Thekus fiai alapították 1341-ben. 1347-re épült fel gótikus stílusban. A Boldogságos Szűz tiszteletére emelt templom szentélyének három oltárát János egri segédpüspök szentelte fel. A törökökkel vívott háborúk idején, 1550 körül vált lakhatatlanná. A 16. század vége óta romos. A kolostor templomának diadalíve és falai a 2001-es felújítás óta jó állapotban láthatók. A község névtáblájától 4 km-re álló építmény csodálatos környezetben közelíthető meg. Kiváló gyalogtúra azoknak, akik kedvelik a természetet.
- A római-görög katolikus templom különálló harangtornyával együtt 1988-ban épült Horváth János Ybl-díjas építészmérnök tervei alapján. Egyedi, különleges építészeti megoldásával szépen illeszkedik a község panorámájába.
- A református templomot 1786-ban emelték a korábbi fatemplom helyén. Ez a templom 1811-ben lett a tűz martaléka, és 1827-re épült újjá a fagalériás toronnyal, melyet 1907-ben alakítottak át a mai formájára. A templom mennyezete sík vakolt berendezéséből csak a copf szószéke eredeti.

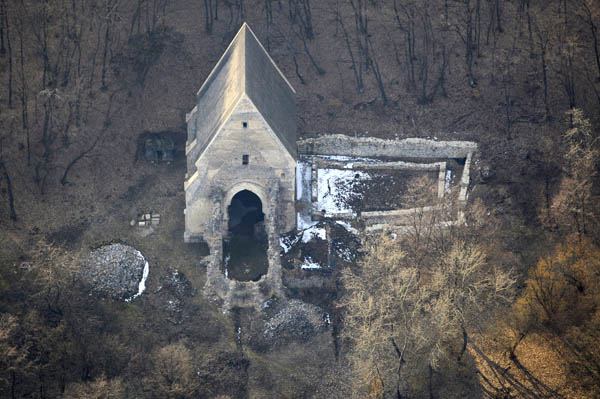

## Környező települések
Meszes (6 km), Rakacaszend (12 km), Szalonna (5 km), Tornabarakony, Tornaszentandrás, Perkupa, a legközelebbi város: Szendrő 10 km.